# 볼프강 포르셰

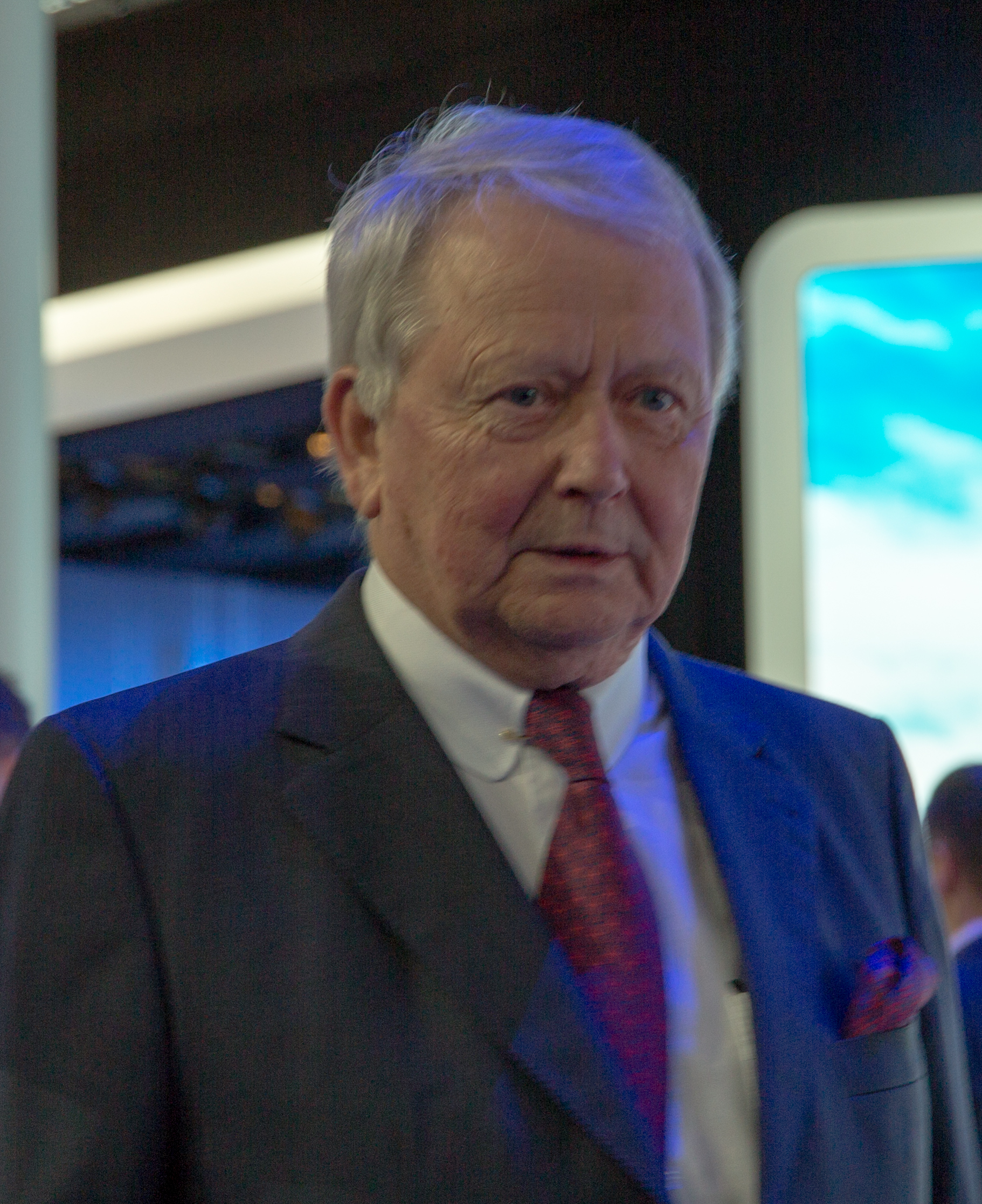
2017년의 포르셰

볼프강 하인츠 포르셰(독일어: Wolfgang Heinz Porsche, 1943년 5월 10일 ~ )는  독일계 오스트리아인 경영자이며 포르셰 가문의 일원이다. 그는 포르쉐 AG 뿐만 아니라 포르쉐 자동차 보유 SE의 주주이자 감독 위원회 의장이다. 그는 페르디난트 "페리" 포르셰와 도로테아 라이츠의 막내 아들이다. 그의 큰형은 포르쉐 911의 디자이너 페르디난트 "부치" 포르셰이다.